# 원반발박쥐
원반발박쥐(Eudiscopus denticulus)는 애기박쥐과에 속하는 박쥐의 일종이다. 원반발박쥐속(Eudiscopus)의 유일종이다. 라오스와 미얀마에서 발견된다.